# 안남시
안남시는 대한민국의 영화 《아수라》의 배경이 되는 가공의 도시이다.

## 개요
대한민국 경기도에 위치한 것으로 묘사된다. 안남시는 대한민국 수도권의 다른 신도시(분당과 일산, 판교, 동탄 등)와 같이 신도시 개발을 목표로 하는 도시로, 서울 외곽에 자리한 것으로 설정되어 있다. 인구는 약 48만명으로 설정되어 있다.
영화제작사 사나이픽처스에 따르면 안남시의 명칭은 경기도 안산시와 성남시의 합성어다. 안산은 외국인 노동자들이 많이 사는 곳이고, 성남은 재개발이 활발히 진행된 지역이기에, 영화에서 주요 갈등의 축인 도시 재개발과 비중 있는 역할을 하는 외국인 노동자들을 담아내기 위한 명칭이라고 한다. 실제로 외국인 노동자와 노인, 몸이 불편한 사람들을 단역으로 배치하여 주인공 한도경이 거리를 걷는 장면의 행인들을 보면 모두 그런 인물들로만 설정되어 있기도 하다.
극중 안남시 시장은 배우 황정민이 연기한 '박성배' 캐릭터로, 안남시의 신도시 개발을 미끼로 투자금을 끌어오며 정치권, 조직폭력배 계열의 건설회사, 재벌 등의 집단과 결탁하여 비자금을 조성하며, 여러 악행을 일삼는다.

## 제작, 묘사
영화 《아수라》의 김성수 감독은 인터뷰를 통해 "필름 누아르의 영향을 받아서 영화를 만들었기 때문에 이야기 공간으로서 가상적인 하나의 세계를 만들고 싶었다"면서 《배트맨》 시리즈의 고담시티를 가상적 세계의 예시로 들었다. 김성수 감독은 1970년대 말에서 80년대 초 저개발의 열병을 앓던 변두리 도시였던 성남이나 안양 같은 지역을 상정하였다고 밝히기도 했다. 대한민국에 대하여 "지배자들은 투기세력과 결탁해 부를 축적해온 사람들이 대부분"이라고 평가하면서 그 지배 아래 낙후되고 어둡고 부패한 도시에 도시 빈민이 존재하는 공간을 만들고 싶었다는 것이다. 이를 위해 유사 장르 영화의 제작 경험이 많은 제작사 사나이픽처스 측에  40년 이상 된 낡고 쇠락한 건물과 당장이라도 허물어질 것 같은, 재개발이 필요한 공간을 찾아 달라고 요구했다고 밝히기도 했다.
영화 시작과 함께 안남시의 전경이 등장하는데, 달동네와 기 개발 지역, 산자락의 주택들이 즐비하게 늘어서 있는 풍경은 사실 서울특별시 용산구 한남동의 사나이픽처스 사무실 근처의 실제 재개발 지구로, 이는 어린 시절부터 한남동에서 수십년을 살았던 김성수 감독에게도 친숙한 공간이라고 한다. 한남동에서 보광동, 이태원동으로 넘어가는 지역이 재개발이 아직 안 돼 낡은 건물이 다닥다닥 붙어 있어 이 지역 컴퓨터 그래픽의 베이스로 선택했다고 한다. 그 외에도 서울특별시 서대문구 좌원상가, 부산광역시 부산진구 중앙청과시장, 인천광역시 미추홀구 제물포시장 등 다수의 지역이 극중 안남시의 풍경으로 촬영되기도 하였다.
영화에 등장하는 주요 배경인 자원상가 옥상, 청과물 시장, 외국인 거리, 격납고, 사격장, 장례식장 등의 공간은 《탐정 홍길동: 사라진 마을》, 《미녀는 괴로워》 의 장근영 미술감독을 통해 디테일을 갖춘 공간으로 재탄생되었다고 한다. 실제 범죄 르포 사진을 통해서 영화 속 안남시의 이미지가 만들어지기도 했다. 제작진은 필름 누아르 영화들이 가지고 있는 특징들을 조금씩 발췌, 화면의 닫힌 구도와 탑 라이트를 이용한 한정적 조명을 사용해 화면 안에 어둠이 적극적으로 들어올 수 있게 만들었다고 한다. 대한민국에서 제작되는 영화에서는 일반적으로 잘 사용되지 않던 광원을 직접 프레임 안으로 끌고 오는 기법을 사용하여 불균질한 느낌을 통해 안남시의 빛과 어둠의 콘트라스트를 더욱 강화시키기도 했다. 이에 대해 《아수라》의 이모개 촬영감독은 "관객들이 우리가 원하는 공간과 우리가 원하는 이미지만을 보기만을" 원한 것이라며 공간과 조명의 콘트라스트를 더욱 강하게 설정한 이유를 전했다.

## 반응
안남시는 홍콩 느와르 영화의 뒷골목 풍경을 연상케 하는 것으로 평가받고 있으며, 일각에서는 안남시가 "자신의 목적이 얼마든지 정당성을 지닐 수 있다고 믿게끔 만드는 도시"이며 "선과 악이 구분되지 않고 소용돌이치는" 공간적 배경이라는 측면에서 프랭크 밀러 원작의 《씬 시티》의 배경 씬 시티를 연상하기도 한다.
아수리언(영화 《아수라》의 열혈팬)이 주도하여 김성수 감독과 배우 정우성 등이 참석한 영화 《아수라》 단체관람 행사는 '안남시민의 밤'이라고 칭해졌다. 이 행사 상영관 앞에서는 "박성배 시장이 친절하게 설명하는 안남의 미래 - 안남 메트로폴리스 <천당 위에 안남>"이라는 안남시청 명의의 현수막이 걸렸다. 단체관람 행사 증정품으로 안남 시민등록증, 안남시 메트로폴리스 행사 수건 등 안남시와 관련된 기념품이 증정되기도 하였다.
2016년 11월 대한민국 민중총궐기를 비롯한 박근혜 퇴진 범국민행동에는 안남시를 유래로 하는 '안남시민연대', '안남대학교 리볼버과' 등의 깃발이 제작되어 실제로 참석하기도 하였다.

## 같이 보기
- 《아수라》